# Franco Martinengo
Franco Martinengo (Torino, 28 ottobre 1910 – Torino, 5 novembre 2001) è stato un designer e pittore italiano.

## Biografia

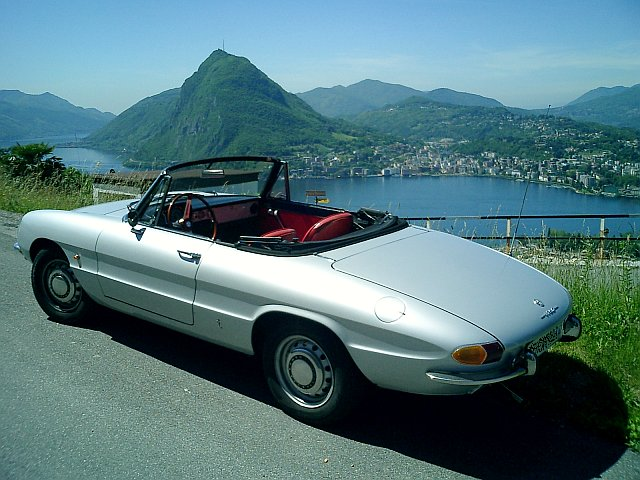
La "Duetto", da molti considerata l'opera capolavoro di Franco Martinengo

Nato da famiglia di modeste condizioni, le sue innate capacità artistiche nel disegno convinsero i genitori ad affrontare grandi sacrifici economici per farlo diplomare all'Accademia Albertina. In seguito si iscrisse alla facoltà di architettura dell'Ateneo torinese che, ben presto, fu costretto ad abbandonare a causa della forte crisi industriale che in Italia precedette la grande depressione mondiale. L'identico motivo spinse lo zio materno Mario a salpare da Genova per cercare fortuna a Buenos Aires, dove nacque il cugino Jorge Mario Bergoglio, in seguito papa Francesco.
Nel 1928 trova occupazione negli Stabilimenti Farina, all'epoca importante carrozzeria torinese, dove le sue doti di disegnatore vengono subito notate dal fratello del fondatore. Battista Farina, infatti, era un abilissimo modellatore della materia, ma totalmente negato nel disegno e con Martinengo instaura un'immediata intesa artistica, destinata a durare e produrre capolavori nei successivi quattro decenni.
Nel 1930 Battista Farina decide di mettersi in proprio fondando la Società anonima Carrozzeria Pinin Farina. Martinengo prosegue la sua attività presso gli Stabilimenti Farina e dopo una breve parentesi nel dopoguerra come Direttore del design, nel 1951 viene chiamato proprio dalla Carrozzeria Pinin Farina con l'incarico di Direttore del reparto progetti ed esperienze. In questa veste partecipa alla progettazione di tutti i più importanti modelli realizzati in quel periodo dall'azienda torinese. Secondo quanto affermò Sergio Pininfarina in una conversazione con la vedova Giuseppina Martinengo avvenuta nel 2005, il progetto della Lancia Aurelia B24 convertibile sarebbe suo.
Quando l'ormai attempato Pinin decise di attenuare gradualmente il suo ruolo aziendale, iniziando il trasferimento delle responsabilità dirigenziali al figlio e al genero, affidò la direzione del Centro Stile a Martinengo, incarico che egli ricoprì ininterrottamente dal 1952 al 1970.
Sotto la direzione di Martinengo e la supervisione artistica di Pinin, sempre più libero da gravami imprenditoriali, il Centro Stile Pininfarina diviene una sorta di falansterio estetico in cui si muovono giovani e talentuosi disegnatori del calibro di Aldo Brovarone, Tom Tjaarda, Paolo Martin e Leonardo Fioravanti, le cui idee progettuali, affinate da un lavoro collettivo, si trasformeranno in capolavori del design automobilistico, come nel caso dei modelli Alfa Romeo Giulietta Spider, Fiat 124 Sport Spider e Dino Spider, Ferrari Dino 206, 246, 365 Daytona e Modulo, e molti altri.
L'ultima opera nata dalla collaborazione tra Pinin e Martinengo, su disegno di quest'ultimo, fu il prototipo dell'Alfa Romeo "Duetto", esposto al Salone di Ginevra del 1966, poche settimane prima dell'improvvisa morte del grande carrozziere torinese. Dopo la scomparsa di Pinin, Martinengo continuò a dirigere il Centro Stile Pininfarina, ma giunto ad aver maturato l'età pensionabile, preferì lasciare spazio ai giovani, seguendo l'esempio del suo mentore. Forse non è un caso il nuovo prototipo presentato al Salone di Ginevra del 1973 fosse denominato proprio "Pininfarina Giovani".
Il "Maestro", come veniva chiamato in Pininfarina, conclusa la sua carriera nel settore automobilistico, si dedicò completamente alla pittura, attività esercitata con successo fin dal 1940, con importanti mostre nazionali e internazionali. Nell'ambito artistico collaborò con l'amico Riccardo Taliano.
Nota in particolare è imparentato con il santo padre Papa Francesco, essendo loro cugini di primo grado.